# Mijat Gaćinović
Mijat Gaćinović (in serbo Мијат Гаћиновић?; Novi Sad, 8 febbraio 1995) è un calciatore bosniaco naturalizzato serbo, centrocampista dell'AEK Atene e della nazionale serba.

## Biografia
È figlio di Vladimir Gacinovic, anch’esso calciatore.

## Caratteristiche tecniche
È un esterno sinistro che può giocare anche nella fascia opposta, oltre che da trequartista e da mezzala. È un giocatore dinamico, bravo a inserirsi e a effettuare cross.

## Carriera

### Club
Cresciuto nelle giovanili del Leotar, viene acquistato nel 2010 dal Vojvodina, con cui debutterà tre anni dopo, più precisamente il 13 marzo 2013, nella sfida vinta 5-1 contro il Donji Srem subentrando all'88' a Miroslav Vulićević.
La prima rete arriva un anno più tardi, quando apre le marcatore nel 3-0 inflitto all'OFK Belgrado.
Il 12 agosto 2015 viene acquistato a titolo definitivo per 1,25 milioni di euro dalla squadra tedesca dell'Eintracht Francoforte con cui firma un contratto quadriennale con scadenza il 30 giugno 2019.
Il 4 agosto 2020 viene ceduto all'Hoffenheim in cambio di Steven Zuber.
Il 31 gennaio 2022 viene ceduto in prestito al Panathīnaïkos fino al termine della stagione.
A fine prestito fa ritorno all'Hoffenheim, che il 28 giugno 2022 lo cede a titolo definitivo all'AEK Atene.

### Nazionale
Dopo aver partecipato con la nazionale Under-19 serba agli Europei 2013 vinti in finale contro la Francia, viene convocato dalla nazionale Under-20 per i vittoriosi Mondiali 2015.

## Statistiche

### Presenze e reti nei club
Statistiche aggiornate al 12 aprile 2025.
| Stagione                     | Squadra                      | Campionato                   | Campionato | Campionato | Coppe nazionali | Coppe nazionali | Coppe nazionali | Coppe continentali | Coppe continentali | Coppe continentali | Altre coppe | Altre coppe | Altre coppe | Totale | Totale |
| Stagione                     | Squadra                      | Comp                         | Pres       | Reti       | Comp            | Pres            | Reti            | Comp               | Pres               | Reti               | Comp        | Pres        | Reti        | Pres   | Reti   |
| ---------------------------- | ---------------------------- | ---------------------------- | ---------- | ---------- | --------------- | --------------- | --------------- | ------------------ | ------------------ | ------------------ | ----------- | ----------- | ----------- | ------ | ------ |
| mar.-giu. 2013               | Vojvodina                    | SL                           | 5          | 1          | CS              | 1               | 0               | -                  | -                  | -                  | -           | -           | -           | 6      | 1      |
| 2013-2014                    | Vojvodina                    | SL                           | 20         | 0          | CS              | 4               | 1               | UEL                | 3                  | 0                  | -           | -           | -           | 27     | 1      |
| 2014-2015                    | Vojvodina                    | SL                           | 25         | 11         | CS              | 3               | 0               | -                  | -                  | -                  | -           | -           | -           | 28     | 11     |
| Totale Vojvodina             | Totale Vojvodina             | Totale Vojvodina             | 50         | 12         |                 | 8               | 1               |                    | 3                  | 0                  |             | -           | -           | 61     | 13     |
| 2015-2016                    | Eintracht Francoforte        | BL                           | 7+2        | 0+1        | CG              | 0               | 0               | -                  | -                  | -                  | -           | -           | -           | 9      | 1      |
| 2016-2017                    | Eintracht Francoforte        | BL                           | 28         | 2          | CG              | 6               | 0               | -                  | -                  | -                  | -           | -           | -           | 34     | 2      |
| 2017-2018                    | Eintracht Francoforte        | BL                           | 29         | 1          | CG              | 4               | 3               | -                  | -                  | -                  | -           | -           | -           | 33     | 4      |
| 2018-2019                    | Eintracht Francoforte        | BL                           | 29         | 0          | CG              | 1               | 0               | UEL                | 14                 | 2                  | SG          | 1           | 0           | 45     | 2      |
| 2019-2020                    | Eintracht Francoforte        | BL                           | 23         | 0          | CG              | 3               | 0               | UEL                | 10                 | 1                  | -           | -           | -           | 36     | 1      |
| Totale Eintracht Francoforte | Totale Eintracht Francoforte | Totale Eintracht Francoforte | 115+2      | 3+1        |                 | 14              | 3               |                    | 24                 | 3                  |             | 1           | 0           | 157    | 10     |
| 2020-2021                    | Hoffenheim                   | BL                           | 23         | 0          | CG              | 2               | 0               | UEL                | 7                  | 1                  | -           | -           | -           | 32     | 1      |
| 2021-gen. 2022               | Hoffenheim                   | BL                           | 4          | 0          | CG              | 2               | 0               | -                  | -                  | -                  | -           | -           | -           | 6      | 0      |
| Totale Hoffenheim            | Totale Hoffenheim            | Totale Hoffenheim            | 27         | 0          |                 | 4               | 0               |                    | 7                  | 1                  |             | -           | -           | 38     | 1      |
| gen.-giu. 2022               | Panathīnaïkos                | SLE                          | 13         | 0          | CG              | 4               | 0               | -                  | -                  | -                  | -           | -           | -           | 17     | 0      |
| 2022-2023                    | AEK Atene                    | SLE                          | 30         | 9          | CG              | 5               | 0               | -                  | -                  | -                  | -           | -           | -           | 35     | 9      |
| 2023-2024                    | AEK Atene                    | SLE                          | 26         | 3          | CG              | 2               | 1               | UCL+UEL            | 3+4                | 0+1                | -           | -           | -           | 35     | 5      |
| 2024-2025                    | AEK Atene                    | SLE                          | 18         | 2          | CG              | 5               | 0               | UECL               | 4                  | 1                  | -           | -           | -           | 27     | 3      |
| Totale AEK Atene             | Totale AEK Atene             | Totale AEK Atene             | 74         | 14         |                 | 12              | 1               |                    | 11                 | 2                  |             | -           | -           | 97     | 17     |
| Totale carriera              | Totale carriera              | Totale carriera              | 282        | 30         |                 | 42              | 5               |                    | 45                 | 6                  |             | 1           | 0           | 370    | 41     |

### Cronologia presenze e reti in nazionale
| Cronologia completa delle presenze e delle reti in nazionale ― Serbia | Cronologia completa delle presenze e delle reti in nazionale ― Serbia | Cronologia completa delle presenze e delle reti in nazionale ― Serbia | Cronologia completa delle presenze e delle reti in nazionale ― Serbia | Cronologia completa delle presenze e delle reti in nazionale ― Serbia | Cronologia completa delle presenze e delle reti in nazionale ― Serbia | Cronologia completa delle presenze e delle reti in nazionale ― Serbia | Cronologia completa delle presenze e delle reti in nazionale ― Serbia |
| Data                                                                  | Città                                                                 | In casa                                                               | Risultato                                                             | Ospiti                                                                | Competizione                                                          | Reti                                                                  | Note                                                                  |
| --------------------------------------------------------------------- | --------------------------------------------------------------------- | --------------------------------------------------------------------- | --------------------------------------------------------------------- | --------------------------------------------------------------------- | --------------------------------------------------------------------- | --------------------------------------------------------------------- | --------------------------------------------------------------------- |
| 24-3-2017                                                             | Tbilisi                                                               | Georgia                                                               | 1 – 3                                                                 | Serbia                                                                | Qual. Mondiali 2018                                                   | 1                                                                     | 81’                                                                   |
| 2-9-2017                                                              | Belgrado                                                              | Serbia                                                                | 3 – 0                                                                 | Moldavia                                                              | Qual. Mondiali 2018                                                   | 1                                                                     |                                                                       |
| 6-10-2017                                                             | Vienna                                                                | Austria                                                               | 3 – 2                                                                 | Serbia                                                                | Qual. Mondiali 2018                                                   | -                                                                     | 87’                                                                   |
| 10-11-2017                                                            | Canton                                                                | Cina                                                                  | 0 – 2                                                                 | Serbia                                                                | Amichevole                                                            | -                                                                     | 86’                                                                   |
| 14-11-2017                                                            | Ulsan                                                                 | Corea del Sud                                                         | 1 – 1                                                                 | Serbia                                                                | Amichevole                                                            | -                                                                     | 74’                                                                   |
| 23-3-2018                                                             | Torino                                                                | Serbia                                                                | 1 – 2                                                                 | Marocco                                                               | Amichevole                                                            | -                                                                     | 70’                                                                   |
| 27-3-2018                                                             | Londra                                                                | Nigeria                                                               | 0 – 2                                                                 | Serbia                                                                | Amichevole                                                            | -                                                                     | 88’                                                                   |
| 11-10-2018                                                            | Podgorica                                                             | Montenegro                                                            | 0 – 2                                                                 | Serbia                                                                | UEFA Nations League 2018-2019 - 1º turno                              | -                                                                     | 79’                                                                   |
| 14-10-2018                                                            | Bucarest                                                              | Romania                                                               | 0 – 0                                                                 | Serbia                                                                | UEFA Nations League 2018-2019 - 1º turno                              | -                                                                     | 63’                                                                   |
| 17-11-2018                                                            | Belgrado                                                              | Serbia                                                                | 2 – 1                                                                 | Montenegro                                                            | UEFA Nations League 2018-2019 - 1º turno                              | -                                                                     | 61’ 71’                                                               |
| 20-11-2018                                                            | Belgrado                                                              | Serbia                                                                | 4 – 1                                                                 | Lituania                                                              | UEFA Nations League 2018-2019 - 1º turno                              | -                                                                     | 46’                                                                   |
| 20-3-2019                                                             | Wolfsburg                                                             | Germania                                                              | 1 – 1                                                                 | Serbia                                                                | Amichevole                                                            | -                                                                     | 62’                                                                   |
| 25-3-2019                                                             | Lisbona                                                               | Portogallo                                                            | 1 – 1                                                                 | Serbia                                                                | Qual. Euro 2020                                                       | -                                                                     | 21’                                                                   |
| 7-6-2019                                                              | Leopoli                                                               | Ucraina                                                               | 5 – 0                                                                 | Serbia                                                                | Qual. Euro 2020                                                       | -                                                                     |                                                                       |
| 10-9-2019                                                             | Lussemburgo                                                           | Lussemburgo                                                           | 1 – 3                                                                 | Serbia                                                                | Qual. Euro 2020                                                       | -                                                                     | 61’                                                                   |
| 10-10-2019                                                            | Kruševac                                                              | Serbia                                                                | 1 – 0                                                                 | Paraguay                                                              | Amichevole                                                            | -                                                                     | 80’                                                                   |
| 14-10-2019                                                            | Vilnius                                                               | Lituania                                                              | 1 – 2                                                                 | Serbia                                                                | Qual. Euro 2020                                                       | -                                                                     | 46’                                                                   |
| 17-11-2019                                                            | Belgrado                                                              | Serbia                                                                | 2 – 2                                                                 | Ucraina                                                               | Qual. Euro 2020                                                       | -                                                                     | 69’                                                                   |
| 6-9-2020                                                              | Belgrado                                                              | Serbia                                                                | 0 – 0                                                                 | Turchia                                                               | UEFA Nations League 2020-2021 - 1º turno                              | -                                                                     | 27’                                                                   |
| 8-10-2020                                                             | Oslo                                                                  | Norvegia                                                              | 1 – 2 dts                                                             | Serbia                                                                | Qual. Euro 2020                                                       | -                                                                     | 106’                                                                  |
| 11-10-2020                                                            | Belgrado                                                              | Serbia                                                                | 0 – 1                                                                 | Ungheria                                                              | UEFA Nations League 2020-2021 - 1º turno                              | -                                                                     | 66’                                                                   |
| 15-11-2020                                                            | Budapest                                                              | Ungheria                                                              | 1 – 1                                                                 | Serbia                                                                | UEFA Nations League 2020-2021 - 1º turno                              | -                                                                     | 57’                                                                   |
| 18-11-2020                                                            | Belgrado                                                              | Serbia                                                                | 5 – 0                                                                 | Russia                                                                | UEFA Nations League 2020-2021 - 1º turno                              | -                                                                     | 46’                                                                   |
| 14-10-2023                                                            | Budapest                                                              | Ungheria                                                              | 2 – 1                                                                 | Serbia                                                                | Qual. Euro 2024                                                       | -                                                                     | 67’                                                                   |
| 21-3-2024                                                             | Mosca                                                                 | Russia                                                                | 4 – 0                                                                 | Serbia                                                                | Amichevole                                                            | -                                                                     | 46’                                                                   |
| 25-3-2024                                                             | Larnaca                                                               | Cipro                                                                 | 0 – 1                                                                 | Serbia                                                                | Amichevole                                                            | -                                                                     | 76’                                                                   |
| 4-6-2024                                                              | Vienna                                                                | Austria                                                               | 2 – 1                                                                 | Serbia                                                                | Amichevole                                                            | -                                                                     | 64’                                                                   |
| 20-6-2024                                                             | Monaco di Baviera                                                     | Slovenia                                                              | 1 – 1                                                                 | Serbia                                                                | Euro 2024 - 1º turno                                                  | -                                                                     | 46’ 90+3’                                                             |
| Totale                                                                |                                                                       | Presenze                                                              | 28                                                                    |                                                                       | Reti                                                                  | 2                                                                     |                                                                       |

## Palmarès

### Club

#### Competizioni nazionali
- Coppa di Serbia: 1

Vojvodina: 2013-2014
- Coppa di Germania: 1

Eintracht Francoforte: 2017-2018
- Coppa di Grecia: 2

Panathinaikos: 2021-2022
AEK Atene: 2022-2023
- Campionato greco: 1

AEK Atene: 2022-2023

### Nazionale
- Campionato europeo di calcio Under-19: 1

Lituania 2013
- Campionato mondiale di calcio Under-20: 1

Nuova Zelanda 2015